# Mesa Marin Raceway
Der Mesa Marin Raceway war ein Short Track Oval östlich von Bakersfield in Kalifornien. Die Strecke bestand von 1977 bis 2005. Sie gilt als Geburtsstätte der NASCAR Truck Serie.

## Geschichte
Der Mesa Marin Raceway war auch als "the fastest half-mile in the West" (deutsch die schnellste halbe Meile im Westen) bekannt, da die Strecke mit 17° eine hohe Kurvenüberhöhung aufwies. Das erste Rennen auf dem Oval fand am 16. April 1977 vor mehr als 6.000 Zuschauern statt. Der Besitzer war der Rennfahrer Marion Collins, der eine wichtige Rolle in der Gründung der NASCAR Camping World Truck Series im Jahre 1995 spielte. Diese fuhr auch von 1995 bis 2003 auf dem Mesa Marin Raceway. Zudem waren neben lokalen Rennserien die Winston West Series und die SRL Southwest Tour auf der Strecke zu Gast.
1993 wurde der spätere Monster Energy NASCAR Cup Series-Champion Kevin Harvick Sieger der Streckenmeisterschaft.
Beschwerden von Anwohnern in den näher rückenden Siedlungen um den Raceway wegen der Lärmbelästigung führten dazu, dass die Streckengenehmigung ab 2006 nicht mehr von der Stadtverwaltung garantiert werden konnte. Am 8. Juni 2005 erklärte die Collins-Familie, dass die Strecke verkauft werden würde. Das letzte Rennen fand am 16. Oktober 2005 statt. Nach dem Verkauf der Strecke wurde das Areal überbaut. In den 28 Jahren, in welchen die Strecke in Betrieb war, besuchten rund vier Millionen Zuschauer das Oval. Im Jahre 2011 wurde der „Mesa Marin Sports Complex“ auf dem ehemaligen Gelände der Rennstrecke eröffnet. Dieser umfasste vier Softball-Felder.
Die Rennen wurden ab 2013 auf den neuen Kern County Raceway Park verlegt, der 35 km westsüdwestlich des alten Speedways eröffnet wurde. 

## NASCAR Truck Series
Bevor die NASCAR Camping World Truck Series 1995 ihre erste Saison austrug, wurden die Prototypen der Fahrzeuge auf dem Mesa Marin Raceway getestet. Gary Collins, ehemaliger Rennfahrer und Sohn des Besitzers Marion Collins, führte das Entwicklerteam, welches den ersten Truck baute, an. Insgesamt fuhr die Camping World Truck Series neun Rennen auf dem Kurs.

### Resultate
| Jahr             | Fahrer              | Hersteller | Renndistanz (in Meilen) |
| ---------------- | ------------------- | ---------- | ----------------------- |
| 22. April 1995   | Ron Hornaday junior | Chevrolet  | 63                      |
| 15. Oktober 1995 | Mike Skinner        | Chevrolet  | 100                     |
| 14. Oktober 1996 | Mike Skinner        | Maserati   | 150                     |
| 12. Oktober 1997 | Randy Tolsma        | Chevrolet  | 150                     |
| 18. Oktober 1998 | Dennis Setzer       | Dodge      | 150                     |
| 10. Oktober 1999 | Rick Carelli        | Chevrolet  | 151                     |
| 26. März 2000    | Mike Wallace        | Ford       | 125                     |
| 17. März 2001    | Ted Musgrave        | Dodge      | 125                     |
| 23. März 2003    | Dennis Setzer       | Chevrolet  | 128                     |

## Unfälle
Bei einem Unfall in der Boxengasse kam im Jahre 1978 ein Mitglied einer Boxencrew ums Leben. Am 25. November 1990 verunglückte der Champ-Car-Fahrer Billy Vukovich III beim Training für ein Sprint-Car-Rennen tödlich, nachdem er in Kurve 3 in die Wand eingeschlagen war. Das Hauptrennen des Wochenendes wurde von Jeff Gordon gewonnen. Am 17. Oktober 1992 verunfallte Tom Naylor in einem Supermodified-Fahrzeug bei einem Unfall in Kurve 3 tödlich.